# Журфикс

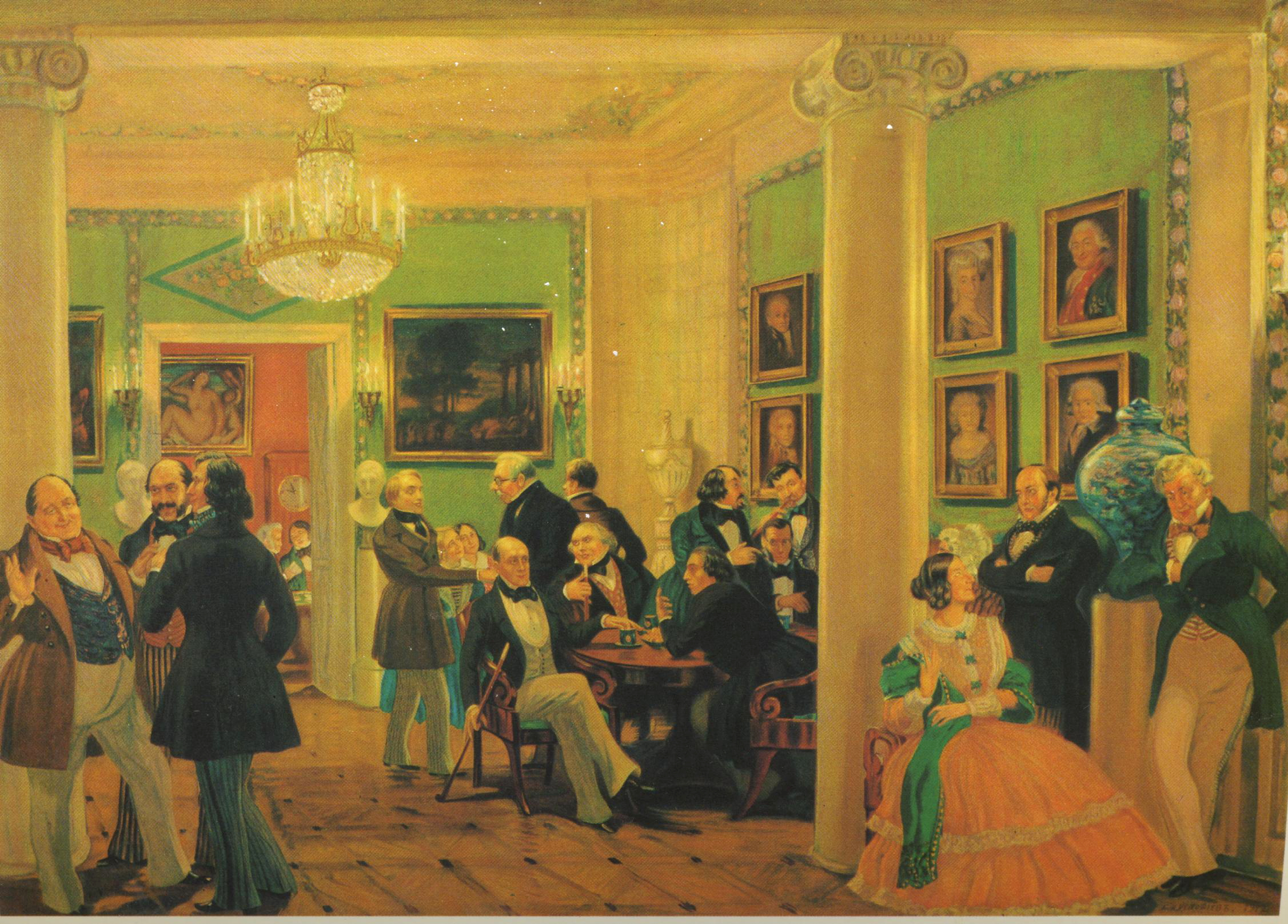
Журфикс середины XIX века

Журфи́кс (фр. jour fixe — фиксированный день) — в дореволюционной России определённый день недели в каком-либо доме, предназначенный для регулярного приёма гостей.
Журфиксы упоминаются например в книге «На заре жизни» Е. Н. Водовозовой.
На журфикс приезжали без приглашения. Журфиксы устанавливали многие литераторы, не имевшие возможности держать полноценный литературный салон: Александр Васильевич Дружинин, Вячеслав Иванович Иванов, Андрей Александрович Краевский, Михаил Иванович Туган-Барановский и другие.
В ряде европейских стран, в том числе Германии, под понятием журфикс понимают в основном взаимосогласованное, фиксированное и повторяемое время встречи членов небольшой группы (например, каждый второй четверг месяца в 14 часов). В деловом мире под этим понимается в основном какое-либо совещание, обсуждение, разговор по определённой теме.
В деловой практике современной России журфикс — фиксированный день встречи с представителями прессы какой-то организации или группы организаций для общения и рассмотрения в неформальной обстановке группы вопросов.

## Управление проектами
Понятие перенято в управлении проектами как время встречи группы проекта, на которое все участники этой группы не должны планировать никакие другие встречи (т. е. это время является зарезервированным по согласованию со всеми участниками группы). В команде проекта, консалтинговой организации и им подобным такая встреча, например, может служить для обсуждения текущего статуса проекта, проблемных ситуаций и планирования следующих шагов. Журфикс даёт благодаря повторяющемуся интервалу времени очень хорошую возможность поднять и синхронизировать уровень знаний, а также познакомить с дальнейшими этапами работы сотрудников организации, которые иначе находятся на удалённых участках работы или по каким-либо другим причинам не могут часто обмениваться между собой информацией.